# Llista de medallistes olímpics d'esquí de fons
Aquesta és una llista dels medallistes olímpics d'esquí de fons.

## Medallistes femenines
Aquests són els resultats olímpics d'esquí de fons en categoria femenina:

### Programa actual

#### 10 quilòmetres
| Edició                         | Or                                   | Argent                               | Bronze                               |
| Oslo 1952 detalls              | Lydia Wideman                        | Mirja Hietamies                      | Siiri Rantanen                       |
| Cortina d'Ampezzo 1956 detalls | Liubov Kózireva                      | Ràdia Ieróixina                      | Sonja Edström                        |
| Squaw Valley 1960 detalls      | Maria Gussakova\|                    | Liubov Kózireva                      | Ràdia Ieróixina                      |
| Innsbruck 1964 detalls         | Klàvdia Boiàrskikh                   | Ievdokia Mekxilo                     | Maria Gussakova                      |
| Grenoble 1968 detalls          | Toini Gustafsson                     | Berit Mørdre Lammedal                | Inger Aufles                         |
| Sapporo 1972 detalls           | Galina Kulakova                      | Alevtina Olyunina                    | Marjatta Kajosmaa                    |
| Innsbruck 1976 detalls         | Raïssa Smetànina                     | Helena Takalo                        | Galina Kulakova                      |
| Lake Placid 1980 detalls       | Barbara Petzold                      | Hilkka Riihivuori                    | Helena Takalo                        |
| Sarajevo 1984 detalls          | Marja-Liisa Hämälainen               | Raïssa Smetànina                     | Britt Pettersen                      |
| Calgary 1988 detalls           | Vida Vencienė                        | Raïssa Smetànina                     | Marjo Matikainen                     |
| 1992-1998                      | No fou inclòs en el programa olímpic | No fou inclòs en el programa olímpic | No fou inclòs en el programa olímpic |
| Salt Lake City 2002 detalls    | Bente Skari                          | Iúlia Txepàlova                      | Stefania Belmondo                    |
| Torí 2006 detalls              | Kristina Šmigun-Vähi                 | Marit Bjørgen                        | Hilde G. Pedersen                    |
| Vancouver 2010 detalls         | Charlotte Kalla                      | Kristina Šmigun-Vähi                 | Marit Bjørgen                        |
| Sotxi 2014 detalls             | Justyna Kowalczyk                    | Charlotte Kalla                      | Therese Johaug                       |
| Pyeongchang 2018 detalls       | Ragnhild Haga                        | Charlotte Kalla                      | Marit Bjørgen · Krista Pärmäkoski    |
| Pequín 2022 detalls            | Therese Johaug                       | Kerttu Niskanen                      | Krista Pärmäkoski                    |

#### 30 quilòmetres
| Edició                      | Or                      | Argent            | Bronze                  |
| 20 quilòmetres              |                         |                   |                         |
| Sarajevo 1984 detalls       | Marja-Liisa Kirvesniemi | Raïssa Smetànina  | Anne Jahren             |
| Calgary 1988 detalls        | Tamara Tikhonova        | Anfisa Reztsova   | Raïssa Smetànina        |
| 30 quilòmetres              |                         |                   |                         |
| Albertville 1992 detalls    | Stefania Belmondo       | Liubov Yegorova   | Ielena Välbe            |
| Lillehammer 1994 detalls    | Manuela Di Centa        | Marit Wold        | Marja-Liisa Kirvesniemi |
| Nagano 1998 detalls         | Iúlia Txepàlova         | Stefania Belmondo | Larissa Lazútina        |
| Salt Lake City 2002 detalls | Gabriella Paruzzi       | Stefania Belmondo | Bente Skari             |
| Torí 2006 detalls           | Kateřina Neumannová     | Iúlia Txepàlova   | Justyna Kowalczyk       |
| Vancouver 2010 detalls      | Justyna Kowalczyk       | Marit Bjørgen     | Aino-Kaisa Saarinen     |
| Sotxi 2014 detalls          | Marit Bjørgen           | Therese Johaug    | Kristin Størmer Steira  |
| Pyeongchang 2018 detalls    | Marit Bjørgen           | Krista Pärmäkoski | Stina Nilsson           |
| Pequín 2022 detalls         | Therese Johaug          | Jessie Diggins    | Kerttu Niskanen         |

#### Relleus 4x5 quilòmetres
| Edició                         | Or                                                                                           | Argent                                                                              | Bronze                                                                                            |
| relleus 3x5 quilòmetres        |                                                                                              |                                                                                     |                                                                                                   |
| Cortina d'Ampezzo 1956 detalls | FinlàndiaSirkka Polkunen · Mirja Hietamies · Siiri Rantanen                                  | Unió SovièticaLiubov Kózireva · Alevtina Kóltxina · Ràdia Ieróixina                 | SuèciaIrma Johansson · Anna-Lisa Eriksson · Sonja Edström                                         |
| Squaw Valley 1960 detalls      | SuèciaIrma Johansson · Britt Strandberg · Sonja Ruthström-Edström                            | Unió SovièticaRàdia Ieróixina · Maria Gussakova · Liubov Kózireva                   | FinlàndiaSiiri Rantanen · Eeva Ruoppa · Toini Pöysti                                              |
| Innsbruck 1964 detalls         | Unió SovièticaAlevtina Kóltxina · Ievdokia Mekxilo · Klàvdia Boiàrskikh                      | SuèciaBarbro Martinsson · Britt Strandberg · Toini Gustafsson                       | FinlàndiaSenja Pusula · Toini Pöysti · Mirja Lehtonen                                             |
| Grenoble 1968 detalls          | NoruegaInger Aufles · Babben Enger Damon · Berit Mørdre Lammedal                             | SuèciaBritt Strandberg · Toini Gustafsson · Barbro Martinsson                       | Unió SovièticaAlevtina Kóltxina · Rita Achkina · Galina Kulakova                                  |
| Sapporo 1972 detalls           | Unió SovièticaLiubov Mukhachyova · Alevtina Olyunina · Galina Kulakova                       | FinlàndiaHelena Takalo · Hilkka Riihivuori · Marjatta Kajosmaa                      | NoruegaInger Aufles · Åslaug Dahl · Berit Mørdre                                                  |
| relleus 4x5 quilòmetres        |                                                                                              |                                                                                     |                                                                                                   |
| Innsbruck 1976 detalls         | Unió SovièticaNina Fyodorova · Zinaida Amosova · Raïssa Smetànina · Galina Kulakova          | FinlàndiaLiisa Suihkonen · Marjatta Kajosmaa · Hilkka Riihivuori · Helena Takalo    | RDAMonika Debertshäuser · Sigrun Krause · Barbara Petzold · Veronika Hesse                        |
| Lake Placid 1980 detalls       | RDAMarlies Rostock · Carola Anding · Veronika Schmidt · Barbara Petzold                      | Unió SovièticaNina Fyodorova · Nina Rocheva · Galina Kulakova · Raïssa Smetànina    | NoruegaBritt Pettersen · Anette Bøe · Marit Myrmæl · Berit Aunli                                  |
| Sarajevo 1984 detalls          | NoruegaInger Helene Nybråten · Anne Jahren · Britt Pettersen · Berit Aunli                   | TxecoslovàquiaDagmar Švubová · Blanka Paulů · Gabriela Svobodová · Květa Jeriová    | FinlàndiaPirkko Määttä · Eija Hyytiäinen · Marjo Matikainen · Marja-Liisa Kirvesniemi             |
| Calgary 1988 detalls           | Unió SovièticaSvetlana Nageykina · Nina Gavrilyuk · Tamara Tikhonova · Anfisa Reztsova       | NoruegaTrude Dybendahl · Marit Wold · Anne Jahren · Marianne Dahlmo                 | FinlàndiaPirkko Määttä · Marja-Liisa Kirvesniemi · Marjo Matikainen · Jaana Savolainen            |
| Albertville 1992 detalls       | Equip UnificatIelena Välbe Raïssa Smetànina Larissa Lazútina Liubov Yegorova                 | NoruegaSolveig Pedersen · Inger Helene Nybråten · Trude Dybendahl · Elin Nilsen     | ItàliaBice Vanzetta · Manuela Di Centa · Gabriella Paruzzi · Stefania Belmondo                    |
| Lillehammer 1994 detalls       | RússiaIelena Välbe · Larissa Lazútina · Nina Gavrilyuk · Liubov Yegorova                     | NoruegaTrude Dybendahl · Inger Helene Nybråten · Elin Nilsen · Anita Moen           | ItàliaBice Vanzetta · Manuela Di Centa · Gabriella Paruzzi · Stefania Belmondo                    |
| Nagano 1998 detalls            | RússiaNina Gavrilyuk · Olga Danílova · Ielena Välbe · Larissa Lazútina                       | NoruegaBente Martinsen · Marit Mikkelsplass · Elin Nilsen · Anita Moen-Guidon       | ItàliaKarin Moroder · Gabriella Paruzzi · Manuela Di Centa · Stefania Belmondo                    |
| Salt Lake City 2002 detalls    | AlemanyaManuela Henkel · Viola Bauer · Claudia Künzel · Evi Sachenbacher-Stehle              | NoruegaMarit Bjørgen · Bente Skari · Hilde G. Pedersen · Anita Moen                 | SuïssaAndrea Huber · Laurence Rochat · Brigitte Albrecht Loretan · Natascia Leonardi Cortesi      |
| Torí 2006 detalls              | RússiaNatalia Baranova-Masolkina · Larissa Kúrkina · Iúlia Txepàlova · Ievguénia Medvédeva   | AlemanyaStefanie Böhler · Viola Bauer · Evi Sachenbacher-Stehle · Claudia Künzel    | ItàliaArianna Follis · Gabriella Paruzzi · Antonella Confortola · Sabina Valbusa                  |
| Vancouver 2010 detalls         | NoruegaVibeke Skofterud · Therese Johaug · Kristin Størmer Steira · Marit Bjørgen            | AlemanyaKatrin Zeller · Evi Sachenbacher-Stehle · Miriam Gössner · Claudia Nystad   | FinlàndiaPirjo Muranen · Virpi Kuitunen · Riitta-Liisa Roponen · Aino-Kaisa Saarinen              |
| Sotxi 2014 detalls             | SuèciaAnna Haag · Ida Ingemarsdotter · Charlotte Kalla · Emma Wikén                          | FinlàndiaAnne Kyllönen · Krista Lähteenmäki · Kerttu Niskanen · Aino-Kaisa Saarinen | AlemanyaStefanie Böhler · Nicole Fessel · Denise Herrmann · Claudia Nystad                        |
| Pyeongchang 2018 detalls       | NoruegaIngvild Flugstad Østberg · Astrid Uhrenholdt Jacobsen · Ragnhild Haga · Marit Bjørgen | SuèciaAnna Haag · Charlotte Kalla · Ebba Andersson · Stina Nilsson                  | Atletes Olímpics de RússiaNatalya Nepryayeva Yuliya Belorukova Anastasia Sedova Anna Nechaevskaya |
| Pequín 2022 detalls            | ROCYuliya Stupak Natalya Nepryayeva Tatiana Sorina Veronika Stepanova                        | AlemanyaKatherine Sauerbrey · Katharina Hennig · Victoria Carl · Sofie Krehl        | Suècia Maja Dahlqvist · Ebba Andersson · Frida Karlsson · Jonna Sundling                          |

#### Persecució
| Edició                                      | Or               | Argent              | Bronze              |
| 15 quilòmetres persecució (5 km + 10 km)    |                  |                     |                     |
| Albertville 1992 detalls                    | Liubov Yegorova  | Stefania Belmondo   | Ielena Välbe        |
| Lillehammer 1994 detalls                    | Liubov Yegorova  | Manuela Di Centa    | Stefania Belmondo   |
| Nagano 1998 detalls                         | Larissa Lazútina | Olga Danílova       | Kateřina Neumannová |
| 10 quilòmetres persecució (5 km + 5 km)     |                  |                     |                     |
| Salt Lake City 2002 detalls                 | Beckie Scott     | Kateřina Neumannová | Viola Bauer         |
| 15 quilòmetres persecució (7.5 km + 7.5 km) |                  |                     |                     |
| Torí 2006 detalls                           | Kristina Šmigun  | Kateřina Neumannová | Ievguénia Medvédeva |
| Vancouver 2010 detalls                      | Marit Bjørgen    | Anna Haag           | Justyna Kowalczyk   |
| Sotxi 2014 detalls                          | Marit Bjørgen    | Charlotte Kalla     | Heidi Weng          |
| Pyeongchang 2018 detalls                    | Charlotte Kalla  | Marit Bjørgen       | Krista Pärmäkoski   |
| Pequín 2022 detalls                         | Therese Johaug   | Natalya Nepryayeva  | Teresa Stadlober    |

#### Esprint individual
| Edició                      | Or                     | Argent                   | Bronze            |
| 1.5 km estil clàssic        |                        |                          |                   |
| Salt Lake City 2002 detalls | Iúlia Txepàlova        | Evi Sachenbacher         | Anita Moen        |
| 1.1 km estil lliure         |                        |                          |                   |
| Torí 2006 detalls           | Chandra Crawford       | Claudia Künzel           | Alyona Sidko      |
| 1.5 km estil clàssic        |                        |                          |                   |
| Vancouver 2010 detalls      | Marit Bjorgen          | Justyna Kowalczyk        | Petra Majdic      |
| Sotxi 2014 detalls          | Maiken Caspersen Falla | Ingvild Flugstad Østberg | Vesna Fabjan      |
| Pyeongchang 2018 detalls    | Stina Nilsson          | Maiken Caspersen Falla   | Yuliya Belorukova |
| Pequín 2022 detalls         | Jonna Sundling         | Maja Dahlqvist           | Jessie Diggins    |

#### Esprint per equips
| Edició                   | Or                                              | Argent                                         | Bronze                                        |
| Torí 2006 detalls        | SuèciaLina Andersson · Anna Dahlberg            | CanadàSara Renner · Beckie Scott               | FinlàndiaAino Kaisa Saarinen · Virpi Kuitunen |
| Vancouver 2010 detalls   | AlemanyaEvi Sachenbacher · Claudia Nystad       | SuèciaCharlotte Kalla · Anna Haag              | RússiaIrina Khazova · Natalya Korostelyova    |
| Sotxi 2014 detalls       | NoruegaIngvild Flugstad Østberg · Marit Bjørgen | FinlàndiaAino-Kaisa Saarinen · Kerttu Niskanen | SuèciaIda Ingemarsdotter · Stina Nilsson      |
| Pyeongchang 2018 detalls | Estats UnitsKikkan Randall · Jessie Diggins     | SuèciaCharlotte Kalla · Stina Nilsson          | NoruegaMarit Bjørgen · Maiken Caspersen Falla |
| Pequín 2022 detalls      | AlemanyaKatharina Hennig · Victoria Carl        | SuèciaMaja Dahlqvist · Jonna Sundling          | ROCYuliya Stupak Natalya Nepryayeva           |

### Programa eliminat

#### 5 quilòmetres
Aquesta prova fou realitzada entre el 1964 i 1988 i fou reemplaçada el 1992 per la prova de 10 quilòmetres.
| Edició                   | Or                     | Argent              | Bronze                  |
| Innsbruck 1964 detalls   | Klàvdia Boiàrskikh     | Mirja Lehtonen      | Alevtina Kóltxina       |
| Grenoble 1968 detalls    | Toini Gustafsson       | Galina Kulakova     | Alevtina Kóltxina       |
| Sapporo 1972 detalls     | Galina Kulakova        | Marjatta Kajosmaa   | Helena Šikolová         |
| Innsbruck 1976 detalls   | Helena Takalo          | Raïssa Smetànina    | Nina Fyodorova          |
| Lake Placid 1980 detalls | Raïssa Smetànina       | Hilkka Riihivuori   | Květa Jeriová           |
| Sarajevo 1984 detalls    | Marja-Liisa Hämälainen | Berit Aunli         | Květa Jeriová           |
| Calgary 1988 detalls     | Marjo Matikainen       | Tamara Tikhonova    | Vida Vencienė           |
| Albertville 1992 detalls | Marjut Lukkarinen      | Liubov Yegorova     | Ielena Välbe            |
| Lillehammer 1994 detalls | Liubov Yegorova        | Manuela Di Centa    | Marja-Liisa Kirvesniemi |
| Nagano 1998 detalls      | Larissa Lazútina       | Kateřina Neumannová | Bente Martinsen         |

#### 15 quilòmetres
Aquesta prova fou realitzada entre 1992 i 2002 i fou reemplaçada per la prova de persecució.
| Edició                      | Or                | Argent              | Bronze            |
| Albertville 1992 detalls    | Liubov Yegorova   | Marjut Lukkarinen   | Ielena Välbe      |
| Lillehammer 1994 detalls    | Manuela Di Centa  | Liubov Yegorova     | Nina Gavrilyuk    |
| Nagano 1998 detalls         | Olga Danílova     | Larissa Lazútina    | Anita Moen-Guidon |
| Salt Lake City 2002 detalls | Stefania Belmondo | Kateřina Neumannová | Iúlia Txepàlova   |

## Medallistes masculins
Aquests són els resultats olímpics d'esquí de fons en categoria masculina:

### Programa actual

#### 18/15 quilòmetres
| Edició                              | Or                                   | Argent                               | Bronze                               |
| 18 quilòmetres                      |                                      |                                      |                                      |
| Chamonix 1924 detalls               | Thorleif Haug                        | Johan Grøttumsbråten                 | Tapani Niku                          |
| St. Moritz 1928 detalls             | Johan Grøttumsbråten                 | Ole Hegge                            | Reidar Ødegaard                      |
| Lake Placid 1932 detalls            | Sven Utterström                      | Axel Wikström                        | Veli Saarinen                        |
| Garmisch-Partenkirchen 1936 detalls | Erik August Larsson                  | Oddbjørn Hagen                       | Pekka Niemi                          |
| St. Moritz 1948 detalls             | Martin Lundström                     | Nils Östensson                       | Gunnar Eriksson                      |
| Oslo 1952 detalls                   | Hallgeir Brenden                     | Tapio Mäkelä                         | Paavo Lonkila                        |
| 15 quilòmetres                      |                                      |                                      |                                      |
| Cortina d'Ampezzo 1956 detalls      | Hallgeir Brenden                     | Sixten Jernberg                      | Pàvel Koltxin                        |
| Squaw Valley 1960 detalls           | Haakon Brusveen                      | Sixten Jernberg                      | Veikko Hakulinen                     |
| Innsbruck 1964 detalls              | Eero Mäntyranta                      | Harald Grønningen                    | Sixten Jernberg                      |
| Grenoble 1968 detalls               | Harald Grønningen                    | Eero Mäntyranta                      | Gunnar Larsson                       |
| Sapporo 1972 detalls                | Sven-Åke Lundbäck                    | Fyodor Simashev                      | Ivar Formo                           |
| Innsbruck 1976 detalls              | Nikolay Bazhukov                     | Yevgeny Belyayev                     | Arto Koivisto                        |
| Lake Placid 1980 detalls            | Thomas Wassberg                      | Juha Mieto                           | Ove Aunli                            |
| Sarajevo 1984 detalls               | Gunde Svan                           | Aki Karvonen                         | Harri Kirvesniemi                    |
| Calgary 1988 detalls                | Mikhail Devyatyarov                  | Pål Gunnar Mikkelsplass              | Vladímir Smirnov                     |
| 1992-1998                           | No fou inclòs en el programa olímpic | No fou inclòs en el programa olímpic | No fou inclòs en el programa olímpic |
| Salt Lake City 2002 detalls         | Andrus Veerpalu                      | Frode Estil                          | Jaak Mae                             |
| Torí 2006 detalls                   | Andrus Veerpalu                      | Lukáš Bauer                          | Tobias Angerer                       |
| Vancouver 2010 detalls              | Dario Cologna                        | Pietro Piller Cottrer                | Lukáš Bauer                          |
| Sotxi 2014 detalls                  | Dario Cologna                        | Johan Olsson                         | Daniel Richardsson                   |
| Pyeongchang 2018 detalls            | Dario Cologna                        | Simen Hegstad Krüger                 | Denis Spitsov                        |
| Pequín 2022 detalls                 | Iivo Niskanen                        | Alexander Bolshunov                  | Johannes Høsflot Klæbo               |

#### 50 quilòmetres
| Edició                              | Or                  | Argent              | Bronze               |
| Chamonix 1924 detalls               | Thorleif Haug       | Thoralf Strømstad   | Johan Grøttumsbråten |
| St. Moritz 1928 detalls             | Per Erik Hedlund    | Gustaf Jonsson      | Volger Andersson     |
| Lake Placid 1932 detalls            | Veli Saarinen       | Väinö Liikkanen     | Arne Rustadstuen     |
| Garmisch-Partenkirchen 1936 detalls | Elis Wiklund        | Axel Wikström       | Nils-Joel Englund    |
| St. Moritz 1948 detalls             | Nils Karlsson       | Harald Eriksson     | Benjamin Vanninen    |
| Oslo 1952 detalls                   | Veikko Hakulinen    | Eero Kolehmainen    | Magnar Estenstad     |
| Cortina d'Ampezzo 1956 detalls      | Sixten Jernberg     | Veikko Hakulinen    | Fiódor Teréntiev     |
| Squaw Valley 1960 detalls           | Kalevi Hämäläinen   | Veikko Hakulinen    | Rolf Rämgård         |
| Innsbruck 1964 detalls              | Sixten Jernberg     | Assar Rönnlund      | Arto Tiainen         |
| Grenoble 1968 detalls               | Ole Ellefsæter      | Viatxeslav Vedenin  | Josef Haas           |
| Sapporo 1972 detalls                | Pål Tyldum          | Magne Myrmo         | Viatxeslav Vedenin   |
| Innsbruck 1976 detalls              | Ivar Formo          | Gert-Dietmar Klause | Benny Södergren      |
| Lake Placid 1980 detalls            | Nikolay Zimyatov    | Juha Mieto\|        | Alexander Zavyalov   |
| Sarajevo 1984 detalls               | Thomas Wassberg     | Gunde Svan          | Aki Karvonen         |
| Calgary 1988 detalls                | Gunde Svan          | Maurilio De Zolt    | Andy Grünenfelder    |
| Albertville 1992 detalls            | Bjørn Dæhlie        | Maurilio De Zolt    | Giorgio Vanzetta     |
| Lillehammer 1994 detalls            | Vladímir Smirnov    | Mika Myllylä        | Sture Sivertsen      |
| Nagano 1998 detalls                 | Bjørn Dæhlie        | Niklas Jonsson      | Christian Hoffmann   |
| Salt Lake City 2002 detalls         | Mikhaïl Ivanov      | Andrus Veerpalu     | Odd-Bjørn Hjelmeset  |
| Torí 2006 detalls                   | Giorgio Di Centa    | Yevgeny Dementyev   | Mikhaïl Botvínov     |
| Vancouver 2010 detalls              | Petter Northug      | Axel Teichmann      | Johan Olsson         |
| Sotxi 2014 detalls                  | Alexander Legkov    | Maxim Vylegzhanin   | Ilia Chernousov      |
| Pyeongchang 2018 detalls            | Iivo Niskanen       | Aleksandr Bolshunov | Andrey Larkov        |
| Pequín 2022 detalls                 | Aleksandr Bolshunov | Ivan Yakimushkin    | Simen Hegstad Krüger |

#### Relleus 4x10 quilòmetres
| Edició                              | Or                                                                                             | Argent                                                                                       | Bronze                                                                                   |
| Garmisch-Partenkirchen 1936 detalls | FinlàndiaSulo Nurmela · Klaes Karppinen · Matti Lähde · Kalle Jalkanen                         | NoruegaOddbjørn Hagen · Olaf Hoffsbakken · Sverre Brodahl · Bjarne Iversen                   | SuèciaJohn Berger · Erik August Larsson · Arthur Häggblad · Martin Matsbo                |
| St. Moritz 1948 detalls             | SuèciaNils Östensson · Nils Täpp · Gunnar Eriksson · Martin Lundström                          | FinlàndiaLauri Silvennoinen · Teuvo Laukkanen · Sauli Rytky · August Kiuru                   | NoruegaErling Evensen · Olav Økern · Reidar Nyborg · Olav Hagen                          |
| Oslo 1952 detalls                   | FinlàndiaHeikki Hasu · Paavo Lonkila · Urpo Korhonen · Tapio Mäkelä                            | NoruegaMagnar Estenstad · Mikal Kirkholt · Martin Stokken · Hallgeir Brenden                 | SuèciaNils Täpp · Sigurd Andersson · Enar Josefsson · Martin Lundström                   |
| Cortina d'Ampezzo 1956 detalls      | Unió SovièticaFiódor Teréntiev · Pàvel Koltxin · Nikolai Anikin · Vladímir Kuzin               | FinlàndiaAugust Kiuru · Jorma Kortelainen · Arvo Viitanen · Veikko Hakulinen                 | SuèciaLennart Larsson · Gunnar Samuelsson · Per-Erik Larsson · Sixten Jernberg           |
| Squaw Valley 1960 detalls           | FinlàndiaToimi Alatalo · Eero Mäntyranta · Väinö Huhtala · Veikko Hakulinen                    | NoruegaHarald Grønningen · Hallgeir Brenden · Einar Østby · Haakon Brusveen                  | Unió SovièticaAnatoly Shelyukhin · Guennadi Vagànov · Aleksey Kuznetsov · Nikolai Anikin |
| Innsbruck 1964 detalls              | SuèciaKarl-Åke Asph · Sixten Jernberg · Janne Stefansson · Assar Rönnlund                      | FinlàndiaVäinö Huhtala · Arto Tiainen · Kalevi Laurila · Eero Mäntyranta                     | Unió SovièticaIvan Utrobin · Guennadi Vagànov · Igor Voronchikhin · Pàvel Koltxin        |
| Grenoble 1968 detalls               | NoruegaOdd Martinsen · Pål Tyldum · Harald Grønningen · Ole Ellefsæter                         | SuèciaJan Halvarsson · Bjarne Andersson · Gunnar Larsson · Assar Rönnlund                    | FinlàndiaKalevi Oikarainen · Hannu Taipale · Kalevi Laurila · Eero Mäntyranta            |
| Sapporo 1972 detalls                | Unió SovièticaVladímir Voronkov · Yuri Skobov · Fyodor Simashev · Viatxeslav Vedenin           | NoruegaOddvar Brå · Pål Tyldum · Ivar Formo · Johs Harviken                                  | SuïssaAlfred Kälin · Albert Giger · Alois Kälin · Eduard Hauser                          |
| Innsbruck 1976 detalls              | FinlàndiaMatti Pitkänen · Juha Mieto · Pertti Teurajärvi · Arto Koivisto                       | NoruegaPål Tyldum · Einar Sagstuen · Ivar Formo · Odd Martinsen                              | Unió SovièticaYevgeny Belyayev · Nikolay Bazhukov · Sergey Savelyev · Ivan Garanin       |
| Lake Placid 1980 detalls            | Unió SovièticaVasily Rochev · Nikolay Bazhukov · Yevgeny Belyayev · Nikolay Zimyatov           | NoruegaLars-Erik Eriksen · Per Knut Aaland · Ove Aunli · Oddvar Brå                          | FinlàndiaHarri Kirvesniemi · Pertti Teurajärvi · Matti Pitkänen · Juha Mieto             |
| Sarajevo 1984 detalls               | SuèciaThomas Wassberg · Benny Kohlberg · Jan Ottosson · Gunde Svan                             | Unió SovièticaAlexander Batyuk · Alexander Zavyalov · Vladímir Nikitin · Nikolay Zimyatov    | FinlàndiaKari Ristanen · Juha Mieto · Harri Kirvesniemi · Aki Karvonen                   |
| Calgary 1988 detalls                | SuèciaJan Ottosson · Thomas Wassberg · Gunde Svan · Torgny Mogren                              | Unió SovièticaVladímir Smirnov · Vladímir Sakhnov · Mikhail Devyatyarov · Alexey Prokurorov  | TxecoslovàquiaRadim Nyč · Václav Korunka · Pavel Benc · Ladislav Švanda                  |
| Albertville 1992 detalls            | NoruegaTerje Langli · Vegard Ulvang · Kristen Skjeldal · Bjørn Dæhlie                          | ItàliaGiuseppe Pulie · Marco Albarello · Giorgio Vanzetta · Silvio Fauner                    | FinlàndiaMika Kuusisto · Harri Kirvesniemi · Jari Räsänen · Jari Isometsä                |
| Lillehammer 1994 detalls            | ItàliaMaurilio De Zolt · Marco Albarello · Giorgio Vanzetta · Silvio Fauner                    | NoruegaSture Sivertsen · Vegard Ulvang · Thomas Alsgaard · Bjørn Dæhlie                      | FinlàndiaMika Myllylä · Harri Kirvesniemi · Jari Räsänen · Jari Isometsä                 |
| Nagano 1998 detalls                 | NoruegaSture Sivertsen · Erling Jevne · Bjørn Dæhlie · Thomas Alsgaard                         | ItàliaMarco Albarello · Fulvio Valbusa · Fabio Maj · Silvio Fauner                           | FinlàndiaHarri Kirvesniemi · Mika Myllylä · Sami Repo · Jari Isometsä                    |
| Salt Lake City 2002 detalls         | NoruegaAnders Aukland · Frode Estil · Kristen Skjeldal · Thomas Alsgaard                       | ItàliaFabio Maj · Giorgio Di Centa · Pietro Piller Cottrer · Cristian Zorzi                  | AlemanyaJens Filbrich · Andreas Schlütter · Tobias Angerer · René Sommerfeldt            |
| Torí 2006 detalls                   | ItàliaFulvio Valbusa · Giorgio Di Centa · Pietro Piller Cottrer · Cristian Zorzi               | AlemanyaAndreas Schlütter · Jens Filbrich · René Sommerfeldt · Tobias Angerer                | SuèciaMats Larsson · Johan Olsson · Anders Södergren · Mathias Fredriksson               |
| Vancouver 2010 detalls              | SuèciaDaniel Rickardsson · Johan Olsson · Anders Södergren · Marcus Hellner                    | NoruegaMartin Johnsrud Sundby · Odd-Bjørn Hjelmeset · Lars Berger · Petter Northug           | TxèquiaMartin Jakš · Lukáš Bauer · Jiří Magál · Martin Koukal                            |
| Sotxi 2014 detalls                  | SuèciaLars Nelson · Daniel Richardsson · Johan Olsson · Marcus Hellner                         | RússiaDmitry Japarov · Alexander Bessmertnykh · Alexander Legkov · Maxim Vylegzhanin         | SuèciaJean-Marc Gaillard · Maurice Manificat · Robin Duvillard · Ivan Perrillat Boiteux  |
| Pyeongchang 2018 detalls            | NoruegaDidrik Tønseth · Martin Johnsrud Sundby · Simen Hegstad Krüger · Johannes Høsflot Klæbo | Atletes Olímpics de RússiaAndrey Larkov Aleksandr Bolshunov Aleksey Chervotkin Denis Spitsov | FrançaJean-Marc Gaillard · Maurice Manificat · Clément Parisse · Adrien Backscheider     |
| Pequín 2022 detalls                 | ROCAleksey Chervotkin Alexander Bolshunov Denis Spitsov Sergey Ustiugov                        | NoruegaEmil Iversen · Pål Golberg · Hans Christer Holund · Johannes Høsflot Klæbo            | França Richard Jouve · Hugo Lapalus · Clément Parisse · Maurice Manificat                |

#### Persecució
| Edició                                  | Or                   | Argent                 | Bronze                 |
| 25 quilòmetres persecució (10 + 15 km.) |                      |                        |                        |
| Albertville 1992 detalls                | Bjørn Dæhlie         | Vegard Ulvang          | Giorgio Vanzetta       |
| Lillehammer 1994 detalls                | Bjørn Dæhlie         | Vladímir Smirnov       | Silvio Fauner          |
| Nagano 1998 detalls                     | Thomas Alsgaard      | Bjørn Dæhlie           | Vladímir Smirnov       |
| 20 quilòmetres persecució (10 + 10 km.) |                      |                        |                        |
| Salt Lake City 2002 detalls             | Thomas Alsgaard      | No es concedí          | Per Elofsson           |
| Salt Lake City 2002 detalls             | Frode Estil          | No es concedí          | Per Elofsson           |
| 30 quilòmetres persecució (15 + 15 km.) |                      |                        |                        |
| Torí 2006 detalls                       | Yevgeny Dementyev    | Frode Estil            | Pietro Piller Cottrer  |
| Vancouver 2010 detalls                  | Marcus Hellner       | Tobias Angerer         | Johan Olsson           |
| Sotxi 2014 detalls                      | Dario Cologna        | Marcus Hellner         | Martin Johnsrud Sundby |
| Pyeongchang 2018 detalls                | Simen Hegstad Krüger | Martin Johnsrud Sundby | Hans Christer Holund   |
| Pequín 2022 detalls                     | Alexander Bolshunov  | Denis Spitsov          | Iivo Niskanen          |

#### Esprint individual
| Edició                      | Or                     | Argent                | Bronze              |
| 1.5 km estil clàssic        |                        |                       |                     |
| Salt Lake City 2002 detalls | Tor Arne Hetland       | Peter Schlickenrieder | Cristian Zorzi      |
| 1.35 km estil lliure        |                        |                       |                     |
| Torí 2006 detalls           | Björn Lind             | Roddy Darragon        | Thobias Fredriksson |
| 1.5 km estil clàssic        |                        |                       |                     |
| Vancouver 2010 detalls      | Nikita Kriukov         | Alexander Panzhinskiy | Petter Northug      |
| Sotxi 2014 detalls          | Ola Vigen Hattestad    | Teodor Peterson       | Emil Jönsson        |
| Pyeongchang 2018 detalls    | Johannes Høsflot Klæbo | Federico Pellegrino   | Aleksandr Bolshunov |
| Pequín 2022 detalls         | Johannes Høsflot Klæbo | Federico Pellegrino   | Alexander Terentyev |

#### Esprint per equips
| Edició                   | Or                                                     | Argent                                                      | Bronze                                      |
| Torí 2006 detalls        | Suècia Thobias Fredriksson · Björn Lind                | Noruega Jens Arne Svartedal · Tor Arne Hetland              | Rússia Ivan Alypov · Vasili Rotchev         |
| Vancouver 2010 detalls   | Noruega Øystein Pettersen · Petter Northug             | Alemanya Tim Tscharnke · Axel Teichmann                     | Rússia Nikolay Morilov · Alexey Petukhov    |
| Sotxi 2014 detalls       | Finlàndia Iivo Niskanen · Sami Jauhojärvi              | Rússia Maxim Vylegzhanin · Nikita Kriukov                   | Suècia TimEmil Jönsson · Teodor Peterson    |
| Pyeongchang 2018 detalls | NoruegaMartin Johnsrud Sundby · Johannes Høsflot Klæbo | Atletes Olímpics de RússiaDenis Spitsov Alexander Bolshunov | FrançaMaurice Manificat · Richard Jouve     |
| Pequín 2022 detalls      | NoruegaErik Valnes · Johannes Høsflot Klæbo            | FinlàndiaIivo Niskanen · Joni Mäki                          | ROC Alexander Bolshunov Alexander Terentyev |

### Programa eliminat

#### 10 quilòmetres
Aquesta prova fou realitzada entre 1992 i 1998 per reemplaçar la prova de 15 quilòmetres. Finalment, el 2002, es reintroduí la prova dels 15 quilòmetres.
| Edició                   | Or            | Argent           | Bronze           |
| Albertville 1992 detalls | Vegard Ulvang | Marco Albarello  | Christer Majbäck |
| Lillehammer 1994 detalls | Bjørn Dæhlie  | Vladímir Smirnov | Marco Albarello  |
| Nagano 1998 detalls      | Bjørn Dæhlie  | Markus Gandler   | Mika Myllylä     |

#### 30 quilòmetres
Aquesta prova fou realitzada entre 1956 i 2002, i fou reemplaçada la prova de 30 quilòmetres persecució (15 km. en estil clàssic i 15 en estil lliure) l'any 2002.
| Edició                         | Or                 | Argent             | Bronze            |
| Cortina d'Ampezzo 1956 detalls | Veikko Hakulinen   | Sixten Jernberg    | Pàvel Koltxin     |
| Squaw Valley 1960 detalls      | Sixten Jernberg    | Rolf Rämgård       | Nikolai Anikin    |
| Innsbruck 1964 detalls         | Eero Mäntyranta    | Harald Grønningen  | Igor Voronchikhin |
| Grenoble 1968 detalls          | Franco Nones       | Odd Martinsen      | Eero Mäntyranta   |
| Sapporo 1972 detalls           | Viatxeslav Vedenin | Pål Tyldum         | Johs Harviken     |
| Innsbruck 1976 detalls         | Sergey Savelyev    | Bill Koch          | Ivan Garanin      |
| Lake Placid 1980 detalls       | Nikolay Zimyatov   | Vassily Rochev     | Ivan Lebanov      |
| Sarajevo 1984 detalls          | Nikolay Zimyatov   | Alexander Zavyalov | Gunde Svan        |
| Calgary 1988 detalls           | Alexey Prokurorov  | Vladímir Smirnov   | Vegard Ulvang     |
| Albertville 1992 detalls       | Vegard Ulvang      | Bjørn Dæhlie       | Terje Langli      |
| Lillehammer 1994 detalls       | Thomas Alsgaard    | Bjørn Dæhlie       | Mika Myllylä      |
| Nagano 1998 detalls            | Mika Myllylä       | Erling Jevne       | Silvio Fauner     |
| Salt Lake City 2002 detalls    | Christian Hoffmann | Mikhaïl Botvínov   | Kristen Skjeldal  |